# Кабаново (Ногинский район)
Каба́ново — деревня в Богородском городском округе Московской области России, входит в состав сельского поселения Ямкинское.

## Население
| 1852 | 1859 | 1890 | 1926 | 2002 | 2006 | 2010 |
| ---- | ---- | ---- | ---- | ---- | ---- | ---- |
| 336  | ↗372 | ↘165 | ↗402 | ↘57  | ↘16  | ↗50  |

## География
Деревня Кабаново расположена на северо-востоке Московской области, в западной части Богородского городского округа, примерно в 43 км к востоку от центра города Москвы и 11 км к западу от центра города Ногинска.
В 6 км к югу от деревни проходит Горьковское шоссе М7, в 7 км к северо-западу — Щёлковское шоссе А103, в 5 км к западу — Монинское шоссе Р109, в 9 км к востоку — Московское малое кольцо А107. В 2 км к западу протекает река Воря бассейна Клязьмы. Ближайшие населённые пункты — деревни Аборино, Марьино-3 и Мишуково.
В деревне 22 улицы, зарегистрировано дачное партнёрство (ДНП).

## История
В середине XIX века деревня относилась ко 2-му стану Богородского уезда Московской губернии и принадлежала коллежскому асессору Гурьеву М. В., в деревне было 37 дворов, крестьян 168 душ мужского пола и 168 душ женского.
В «Списке населённых мест» 1862 года — владельческая деревня 2-го стана Богородского уезда Московской губернии по правую сторону Мало-Черноголовского тракта (между Владимирским шоссе и Стромынским трактом), в 12 верстах от уездного города и 12 верстах от становой квартиры, при колодце, с 54 дворами и 372 жителями (179 мужчин, 193 женщины).
По данным на 1890 год — деревня Ямкинской волости 3-го стана Богородского уезда с 165 жителями, при деревне была полушёлковая фабрика крестьянина Петра Буклеева, трудилось 4 рабочих.
В 1913 году — 96 дворов, земское училище.
По материалам Всесоюзной переписи населения 1926 года — центр Кабановского сельсовета Пригородной волости Богородского уезда в 7,5 км от Владимирского шоссе и 12,8 км от станции Богородск Нижегородской железной дороги, проживало 402 жителя (184 мужчины, 218 женщин), насчитывалось 91 хозяйство, из которых 65 крестьянских, имелась школа 1-й ступени, были организованы торфодобывающее и мелиоративное товарищества.
С 1929 года — населённый пункт Московской области.
С 2022 года ежегодно 19 августа отмечается день Кабаново
Административно-территориальная принадлежность
1929—1930 гг. — центр Кабановского сельсовета Богородского района.
1930—1939 гг. — центр Кабановского сельсовета Ногинского района.
1939—1959, 1962—1963, 1965—1994 гг. — деревня Пашуковского сельсовета Ногинского района.
1959—1962 гг. — деревня Балобановского сельсовета Ногинского района.
1963—1965 гг. — деревня Пашуковского сельсовета Орехово-Зуевского укрупнённого сельского района.
1994—2006 гг. — деревня Пашуковского сельского округа Ногинского района.
2006—2018 гг. — деревня сельского поселения Ямкинское Ногинского муниципального района.
С 2018 года — деревня сельского поселения Ямкинское Богородского городского округа.